# Kees Kef
Cornelis (Kees) Kef (Zaandam, 21 september 1894 – Amsterdam, 30 november 1961) was een Nederlands componist en (koor)dirigent.
Hij was zoon van arbeider Abraham Kef en Maria Voogd. Hij was getrouwd met Joanna Adriana Tuijnman. Zoon Arian Kef was jazzpianist bij Armando Cairo.
Zijn opleiding werd verzorgd door Thom Denijs en J.W. Kersbergen, daarna volgende een kortstondige loopbaan als uitvoerend musicus in en rond Zaandam. Hij was ook jarenlang leider van het Zaandams Mannenkoor en de pianist binnen het pianotrio De Drieklank (met Annie Jelsma, viool en Enne van Sluis, cello). Hij vestigde zich in 1938 in Amsterdam in een woning aan de Beethovenstraat. Hij gaf er les aan het Muzieklyceum aldaar, begeleidde zangers en koren aan de piano en speelde kamermuziek.
Later kon hij als componist/dirigent vernieuwingen inbrengen in het zangrepertoire. Hij gaf leiding aan koren als Lux et Libertas (personeelskoor van Algemeen Handelsblad), Amstels Werkman en het Volkszangkoor van de VARA (vanaf 1952). Hij was verbonden aan de Bond van Amsterdamse Zangverenigingen, Nederlandse Dirigenten Organisatie en Amsterdamse Kunstraad. Hij was voorts recensent voor Het Vrije Volk op het gebied van amateuruitvoeringen.
Werken:
- Het stuivende zand voor mannenkoor (1958)
- Vier chansons (zangstem en piano),
- Sonate voor klarinet en piano in Es majeur (1935, geschreven voor en ter nagedachtenis van schilder/musicus Johan van Hell)
- Divertimento voor gitaar (1958)
- Drie capriccio’s op tekst van Paul van Ostayen (1953) voor het Nederlands Kamerkoor van Felix de Nobel
- In den boomgaard voor mannenkoor en harmonium
- De schalmei voor mannenkoor en harmonium
- Wandelweer voor drie gitaren
- De nar en de spieghel op basis van zes Oud-Nederlandse spreuken
- Drie liederen voor koor op tekst van Hendrik Marsman
- Negrospirituals voor mannenkoor

Hij overleed in het Weesperpleinziekenhuis aan een hartkwaal. Hij werd begraven op Zorgvlied. Zijn kruis op zijn graf laat een harp/lier zien.
Rond 1990 eeuw is er ook een blokfluitist Kees Kef bekend, docent aan de Apeldoornse muziekschool, hij nam religieuze muziek op. Hij is auteur van De tweede fluit, methode voor de altblokfluit.